# 牛筋草
牛筋草（学名：Eleusine indica），禾本科穇屬。俗名：蟋蟀草、牛頓草、牛信棕、草霸王。開花期為全年。繁殖器官是種子。
种名indica意为印度的。

## 特徵

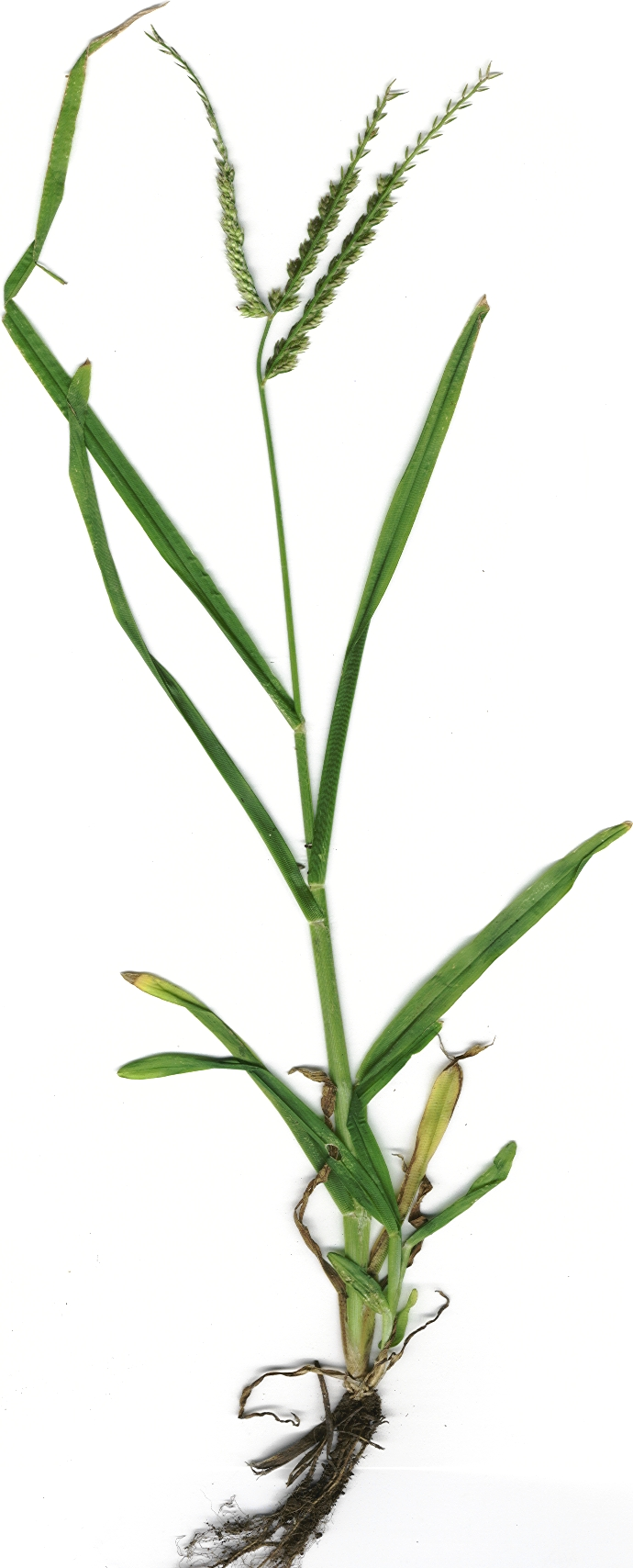

牛筋草的特徵是它韌如牛筋的莖及其根系發達，且為深根系因此拔除不易。小穗橢圓，穎果卵形，深褐色。一年生禾草，稈叢生，葉鞘兩側扁平。葉線形，平滑無毛，葉舌短。

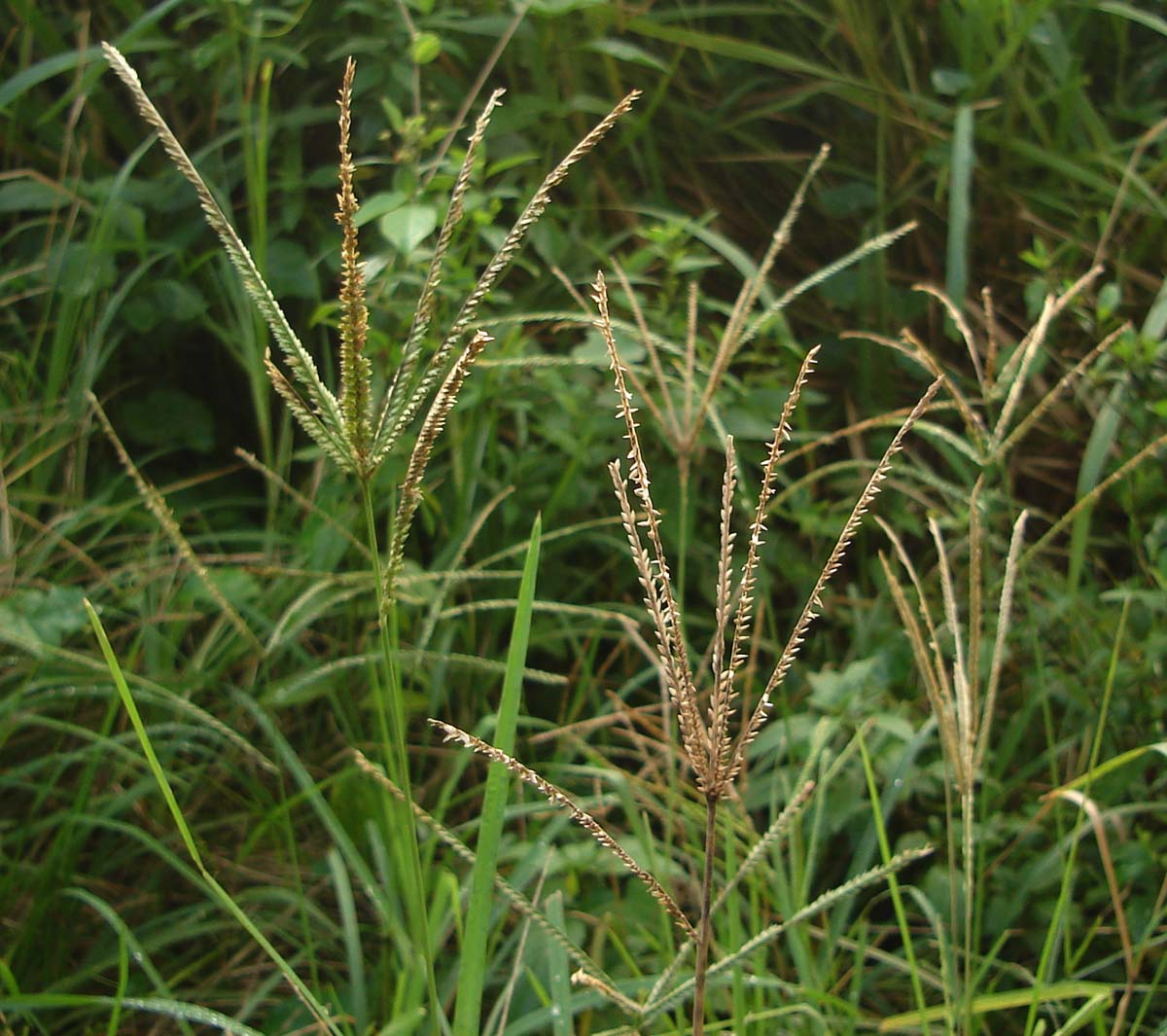
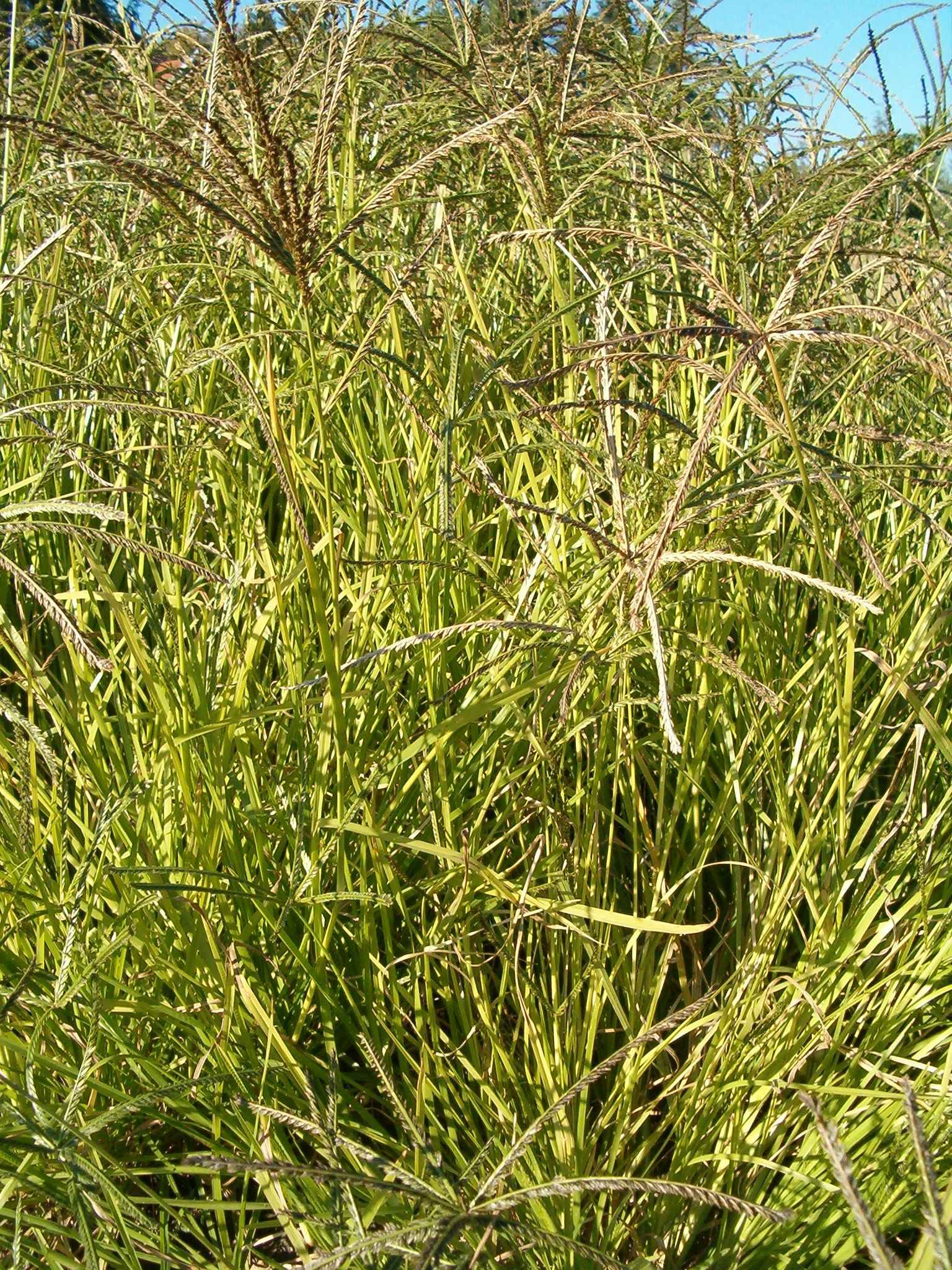
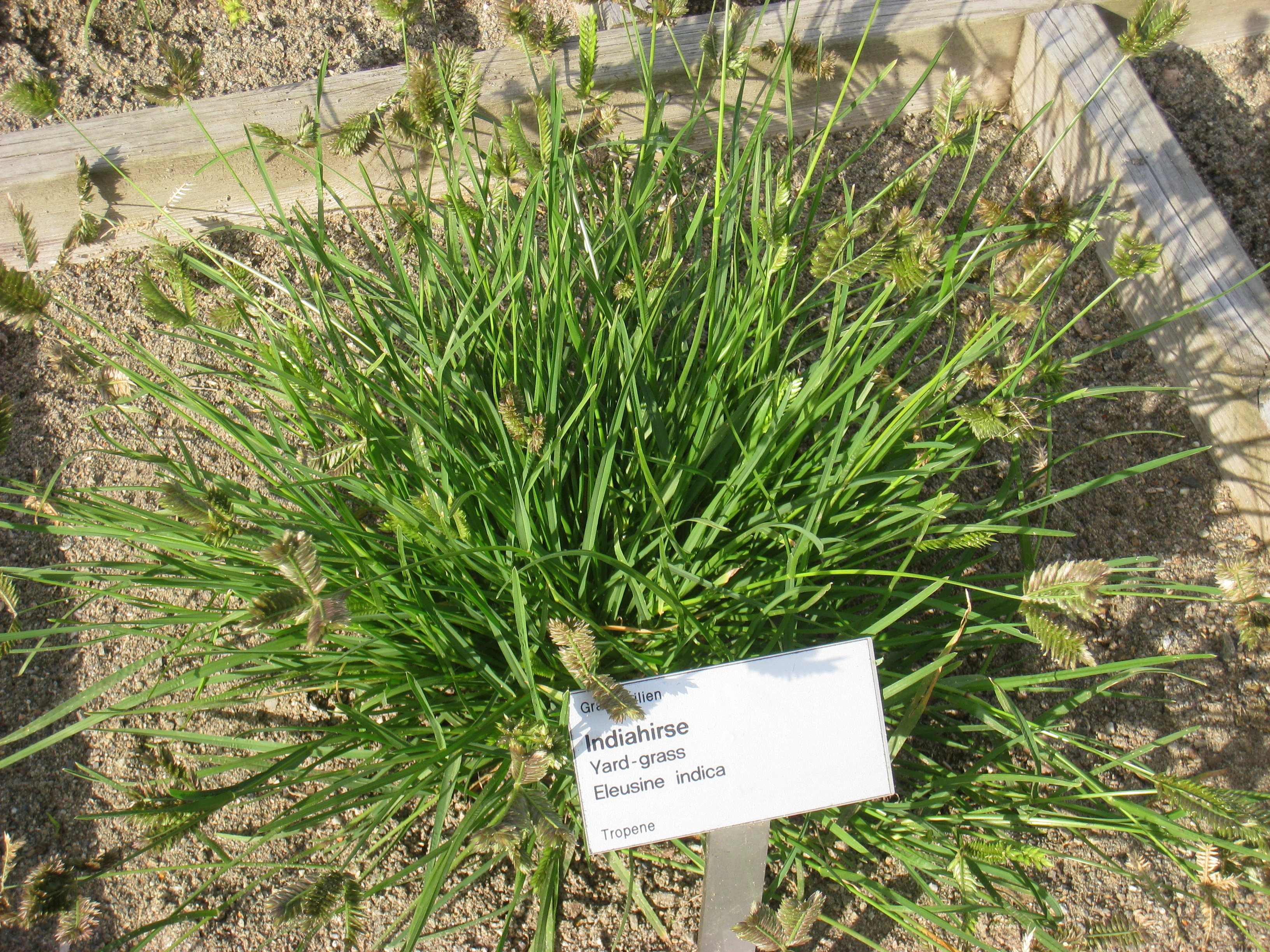
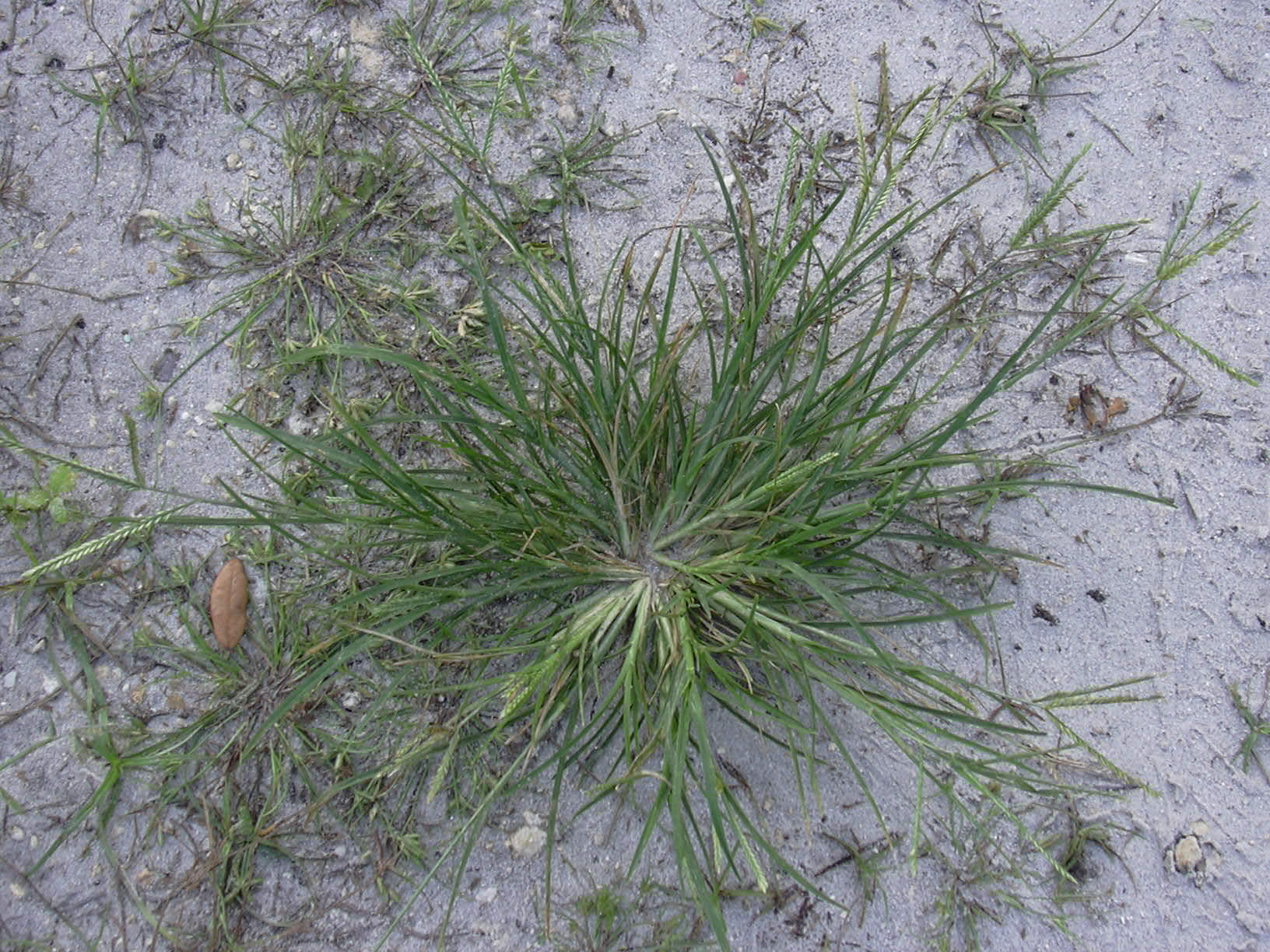
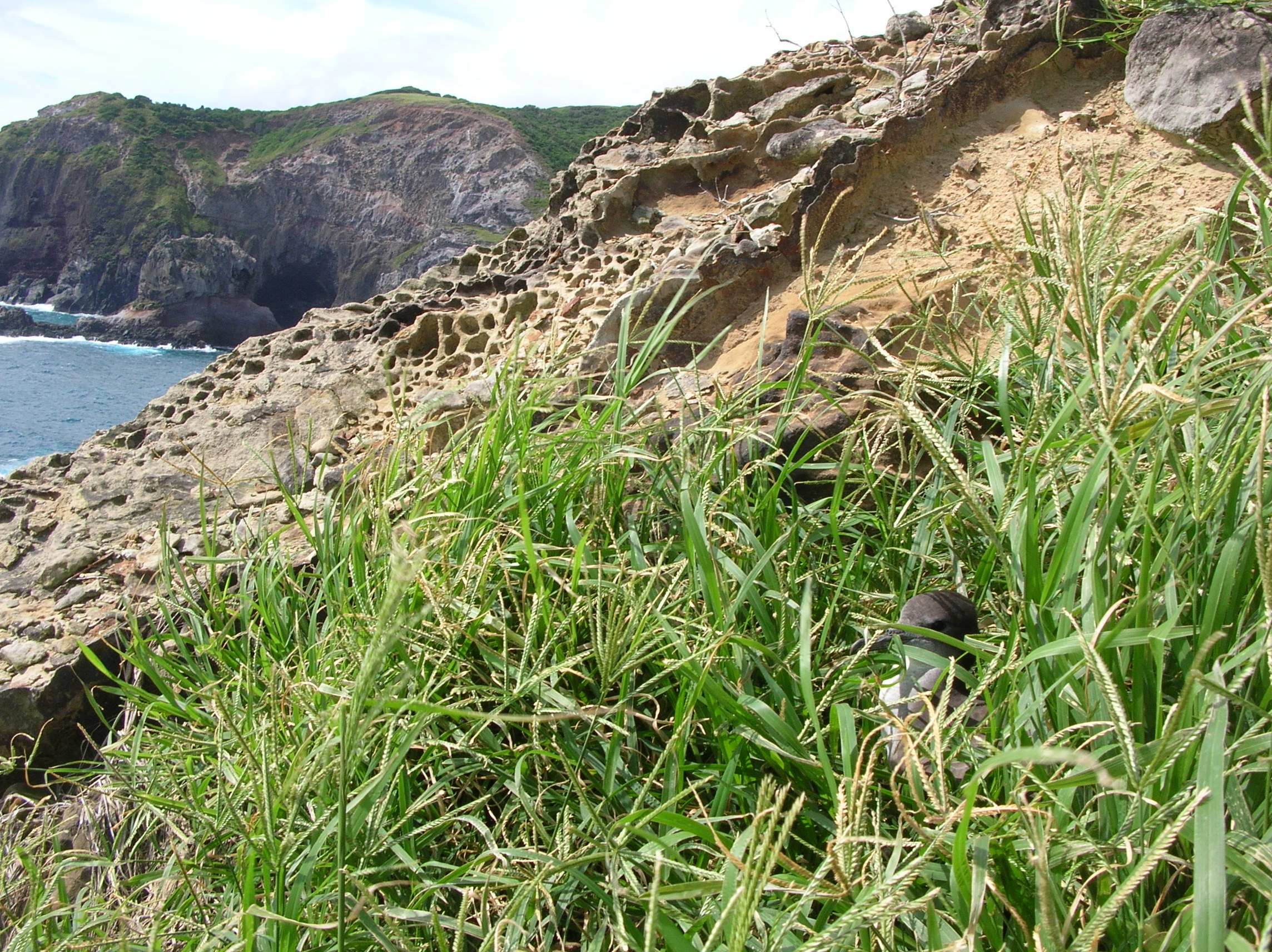
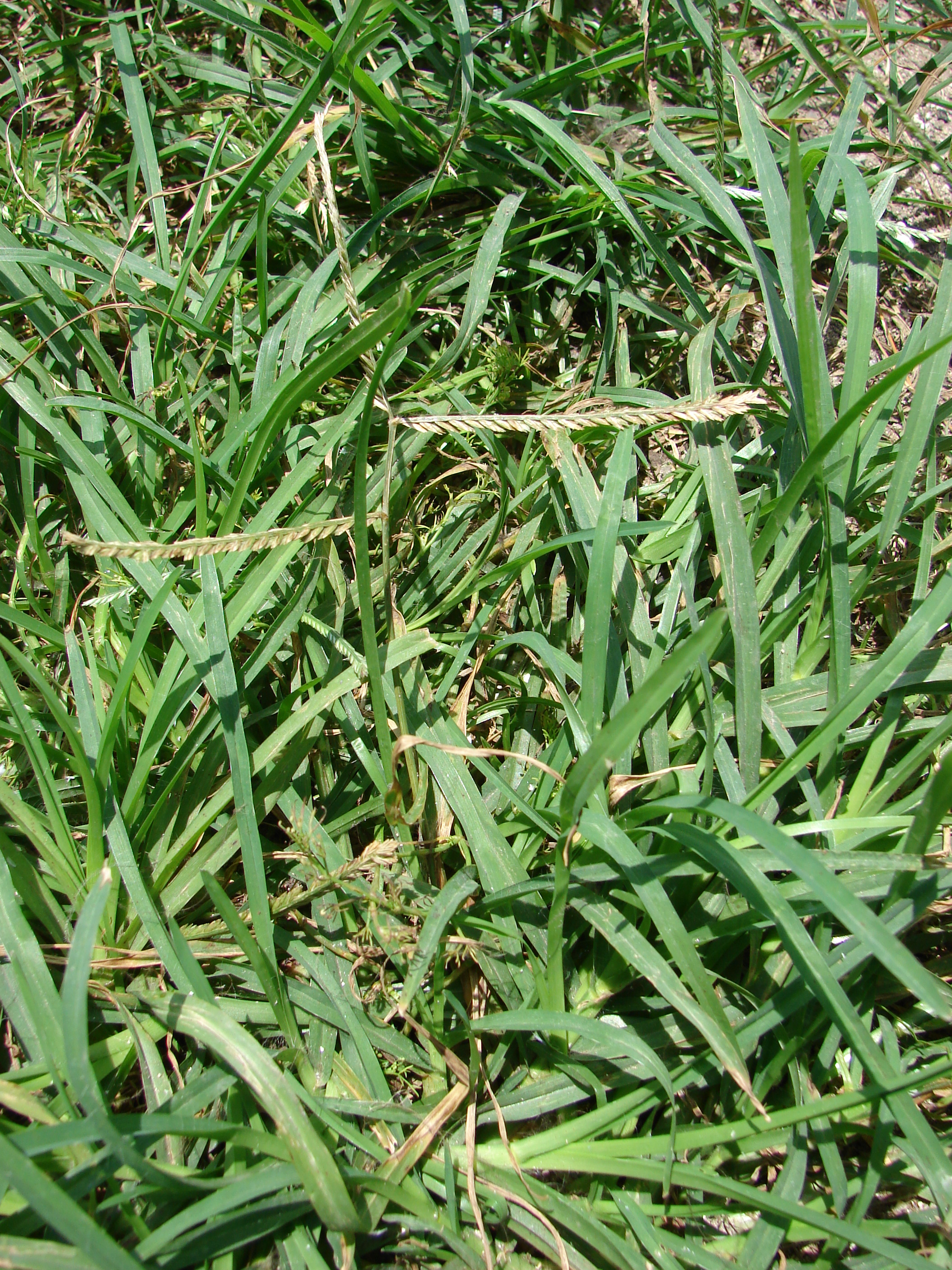
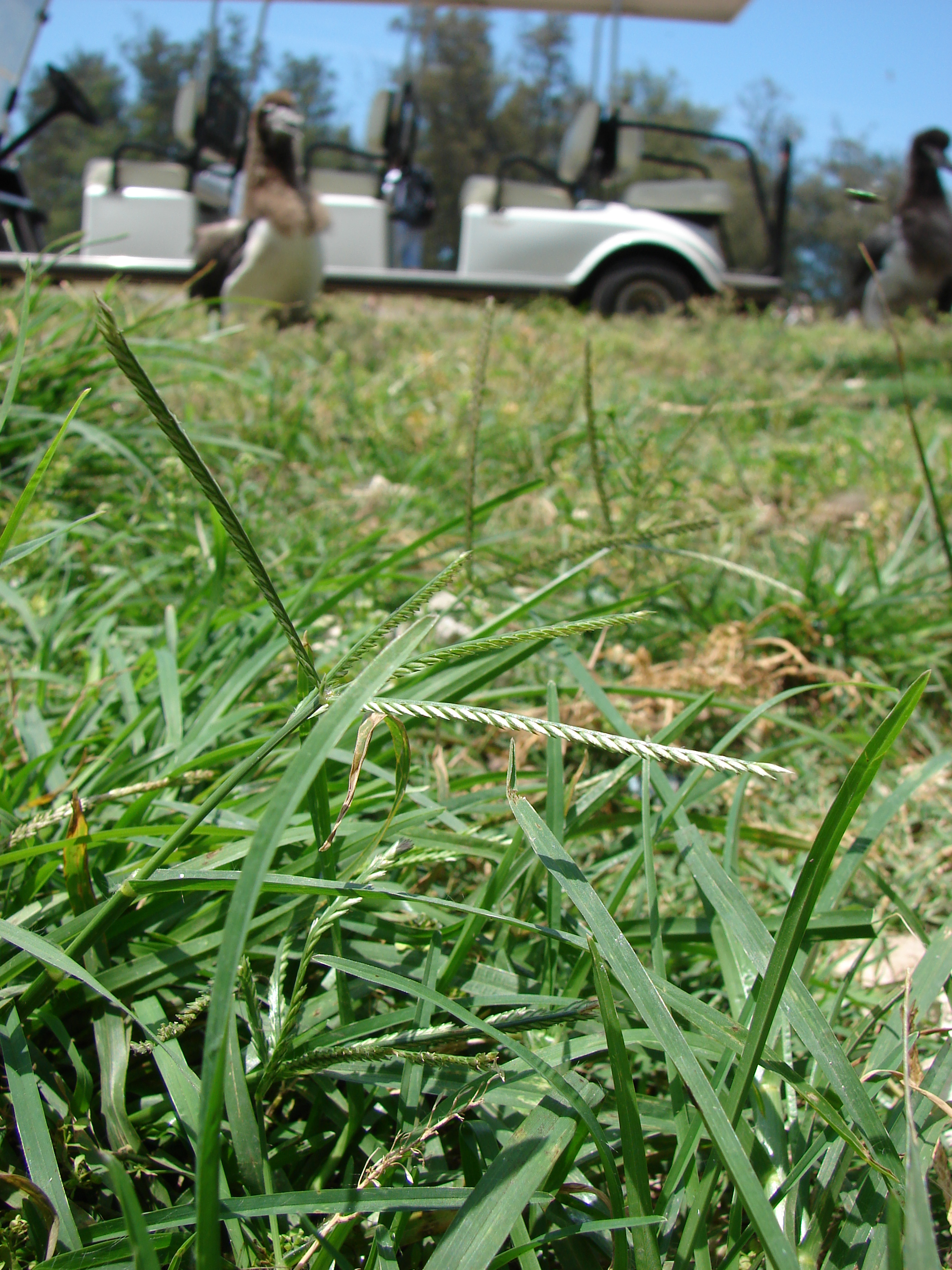
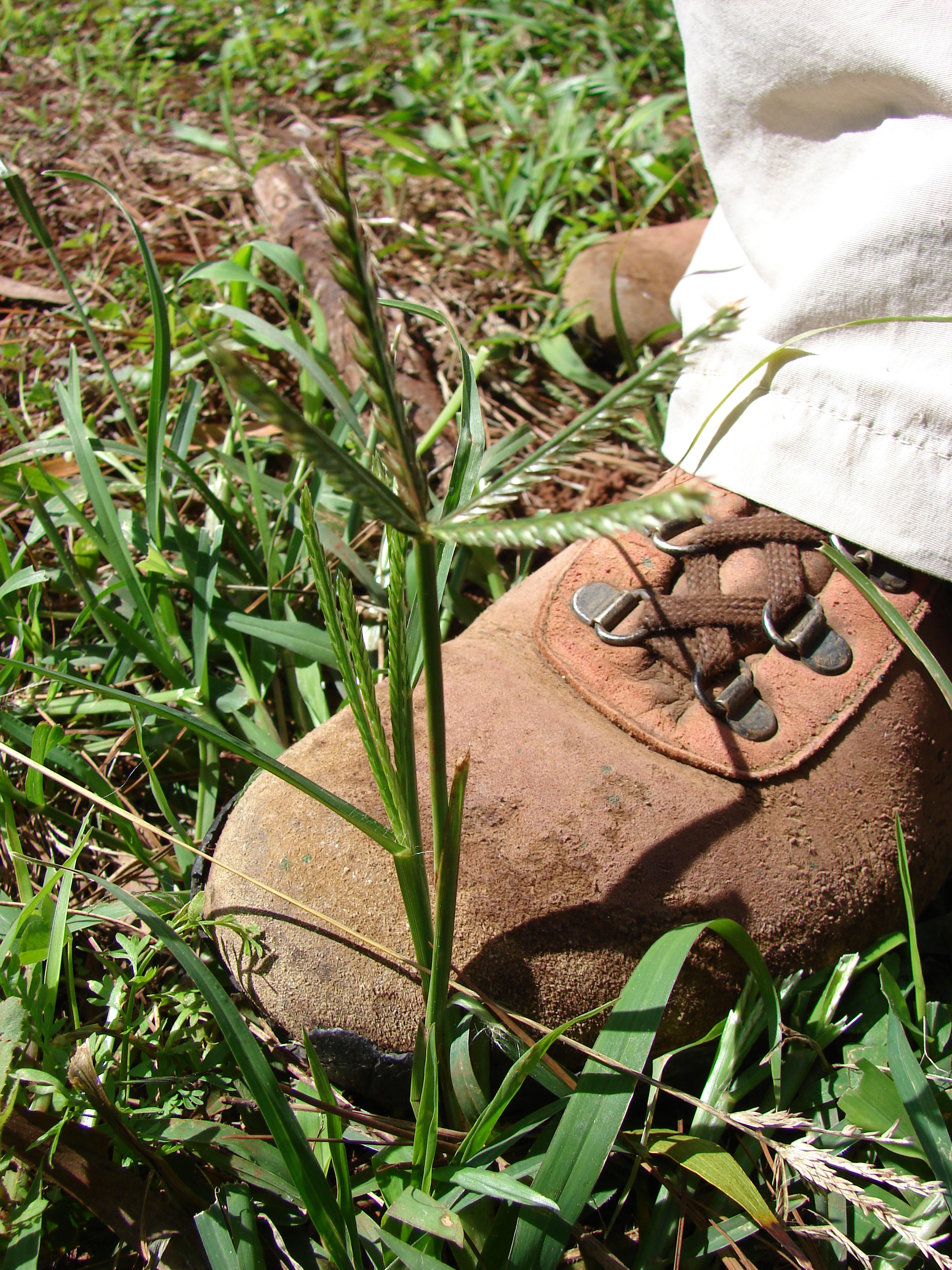